# S/2018 J 2
S/2018 J 2 este un mic satelit natural exterior al lui Jupiter descoperit de Scott S. Sheppard pe 12 mai 2018, folosind telescopul Víctor M. Blanco de 4 metri de la Observatorul Cerro Tololo, Chile. A fost anunțat de Minor Planet Center patru ani mai târziu, pe 20 decembrie 2022, după ce observațiile au fost colectate pe un interval de timp suficient de lung pentru a confirma orbita satelitului. Satelitul a fost găsit în observațiile de predescoperire încă din 27 martie 2003. 
S/2018 J 2 face parte din grupul Himalia, un grup strâns de sateliți neregulați prograzi ai lui Jupiter care urmează orbite similare cu Himalia la semiaxe mari între 11–12 milioane de kilometri și înclinații între 26–31°. Cu un diametru estimat de 3 km (1,9 mi) pentru o magnitudine absolută de 16,5, este printre cei mai mici membri cunoscuți ai grupului Himalia. 